# Massimo Baldi
Massimo Baldi (Pistoia, 3 dicembre 1927 – Firenze, 2 maggio 1986) è stato un architetto italiano.

## Biografia
Massimo Baldi inizia l'attività professionale nel 1948, nello studio del padre geometra, e firma i suoi primi progetti. Dalla metà degli anni '50 affianca al proprio lavoro anche un attivo impegno politico a livello locale: dal 1956 al 1960 ricopre la carica di consigliere comunale e di vice-sindaco di Pistoia e, dal 1960 al 1970, quella di presidente della Commissione censuaria dello stesso Comune. Sulla base delle proprie competenze professionali viene nominato come componente di organi di consulenza tecnico-amministrativa quali la CRTA – Commissione Regionale Tecnico Amministrativa - sezione Urbanistica, il Comitato Regionale per i Beni Culturali della Toscana, il Comitato tecnico dell'IACP di Pistoia. È, inoltre, consulente presso l'Ente del turismo della Provincia di Pistoia e membro dell'Associazione nazionale centri storico-artistici. Per un quadriennio, dal 1972 al 1975, svolge attività didattica in qualità di assistente del prof. Brunelli, docente di Disegno e Rilievo presso la Facoltà di Architettura dell'Università di Firenze. Le molteplici competenze di Baldi. rendono naturale la sua elezione a presidente del neonato Ordine degli architetti della provincia di Pistoia, da lui stesso caldamente promosso, non appena esso viene costituito, nel 1981. Nello stesso anno viene scelto come presidente della Federazione degli Ordini degli architetti della Toscana. Ancora in piena attività, nel 1986, il 2 maggio muore a Firenze.
Nel corso della sua attività professionale quasi quarantennale, l'architetto Baldi. firma oltre 700 progetti in cui alla prevalente attività nel campo dell'edilizia privata residenziale, si affiancano opere di edilizia industriale e pubblica, lavori di restauro, arredamento e progettazione di giardini. In qualità di urbanista ha firmato la stesura dei Piani Regolatori di Montecatini Terme nel 1975 e di Castel del Piano nel 1978. Tra le realizzazioni più rilevanti si ricordano la Casa del popolo di Bottegone e di Nespolo, frazioni di Pistoia, realizzate nel 1954 e il nuovo Liceo scientifico di Pistoia degli anni 1968-1972. Tra gli edifici per civile abitazione - in particolare di edifici monofamiliari, villette e piccoli condomini, situati nell'area urbana di Pistoia e comuni limitrofi e sulla collina pistoiese - si segnalano due palazzine a Pistoia in via Goldoni e via Mabellini (1955-1957), la villetta residenziale nella frazione di San Felice di Pistoia, (1968-1970), ma anche vari condomini a Pistoia, Prato e Lido di Camaiore. Numerosi sono i suoi interventi nell'ambito delle strutture turistiche: l'ampliamento di un albergo sull'Abetone (1954), albergo a Montecatini (1958), le pensioni di Popiglio (1948) e Maresca (1959), presso Pistoia, l'albergo a S.Marcello Pistoiese (1961-1962) e Cutigliano (1963), per finire con il grande progetto per il Parco dell'Amiata (1985).

## Archivio
L'archivio di Massimo Baldi, conservato presso l'Archivio di Stato di Firenze, è costituito da 326 progetti per un totale di oltre 3.000 elaborati grafici, prodotti durante la sua attività professionale dal 1948 al 1985.